# Disney's Fairy Tale Weddings
Disney's Fairy Tale Weddings est à l'origine un programme de mariages et de lunes de miel proposé par les domaines de parcs à thème de Disney depuis le début des années 1990 et officialisé en 1995. Depuis 2007, ce programme est associé à une ligne de produits de consommation sous la responsabilité de Disney Consumer Products.
Le 15 mai 2012, Le Tokyo Disney Resort annonce désormais accepter les cérémonies de mariage homosexuelles au sein du programme Disney's Fairy Tale Weddings, les parcs américains le faisant depuis 2007.

## La ligne de produits
Le 22 février 2007, Disney a confié à la petite société Solutions Bridal Designer House de Winter Park, la charge de créer une ligne de robes de mariée pour le service Disney's Fairy Tale Weddings de Walt Disney World Resort en Floride. La ligne de produit est aussi appelée Disney Bridal. Une boutique de cette société devrait ouvrir au sein du Disney's Grand Floridian Resort vers fin avril, début mai. Une autre boutique devrait se voir confier la ligne pour le complexe de Disneyland Resort en Californie.
Le 15 avril 2007, Disney Consumer Products a lancé une gamme de robe de mariée et de bijoux conçus par Kirstie Kelly en participant à la semaine du mariage de New York. Cette ligne est consultable sur le site Disney Bridal. Six robes font partie de la collection et sont inspirées : Blanche-Neige, Cendrillon, Aurore de La belle au bois dormant, Ariel, Jasmine et Belle de La Belle et la Bête.
Le 13 avril 2008, la collection s'agrandit avec une ligne basée sur Giselle, l'héroïne de Il était une fois....
Le 18 octobre 2009, Disney et Kirstie Kelly dévoilent une robe de mariée inspirée de Tiana, l'héroïne de La Princesse et la Grenouille (2009). Le 22 octobre 2009, Disney et Kirstie Kelly dévoilent six bagues de mariage et anneaux de fiançailles, inspirés des six princesses de la collection 2007.

## Les domaines proposant Disney's Fairy Tale Weddings
Le mariage peut se dérouler en présence des personnages Disney, en quelque sorte avec leur bénédiction. Beaucoup d'américains préfèrent toutefois avouer que c'est le cadre enchanteur - immaculé - qui les convainc à se marier chez Disney.
Seul le domaine français ne propose pas ce service à raison des dispositions strictes du code civil qui confèrent le monopole de la célébration des mariages aux seuls officiers d'état civil (maires, adjoints...) qui ne sont pas tenus de se déplacer en un lieu privé pour y célébrer une telle cérémonie publique.
Le 6 avril 2007, Disney a annoncé que dorénavant les couples homosexuels seront acceptés dans les parcs américains.

### Disneyland Resort
Le Disneyland Hotel possède un centre de réception, le Disneyland Resort Center et différents lieux de cérémonie pour les mariages.
En 2005, 300 mariages ont été célébrés au sein du complexe californien.

### Walt Disney World Resort
Walt Disney World est le complexe offrant le plus de possibilités d'hébergement, de décors différents pour la (les) cérémonie(s) et de nombreuses salles de réceptions.
Depuis 1995 il possède aussi un pavillon spécial, le Disney's Fairy Tale Wedding Pavilion.

### Disney Cruise Line
La compagnie de croisière Disney Cruise Line propose de célébrer le mariage soit à bord d'un des navires, soit sur l'île privée de Disney (Castaway Cay) soit à l'une des étapes de la croisière. La lune de miel peut se passer à bord ou non.
Le programme peut aussi se coupler avec celui du Walt Disney World Resort.

### Tokyo Disney Resort
Le Disney's Ambassador Hotel et le Disney's Hotel Miracosta proposent chacun un centre de réception, un salon de mariage et une chapelle :
- pour le Disney's Ambassador Hotel
- pour le Disney's Hotel Miracosta

### Disneyland Paris
Il y a aussi des mariages dans la station Disneyland Paris en France.

### Hong Kong Disneyland Resort
Le Hong Kong Disneyland Hotel propose aussi ce service.